# Hana Maria Pravda
Hana Maria Pravda, nacida Hana Becková (Praga 29 de enero de 1916−Oxford, 22 de mayo de 2008) fue una actriz británica de origen checo.

## Vida personal
Pravda entrenó en Leningrado en 1936 bajo Alexei Dikii. A su regreso a Praga se casó con su primer marido, Alexander Munk que era un activista estudiantil. Cuando estalló la Segunda Guerra Mundial, ambos fueron enviados al campo de concentración de Theresienstadt, y trasladados posteriormente al campo de concentración de Auschwitz, donde se separaron. Pravda sobrevivió al campo y a la posterior marcha de la muerte en enero de 1945 y registró sus experiencias en un diario. Más tarde se enteró de que su marido había muerto. Regresó a Praga y continuó actuando con la empresa Svandovo, donde conoció a George Pravda. Ambos emigraron al Reino Unido, donde ontinuó su carrera.
Su hijo, Alex Pravda, es un académico. Su nieta es la actriz inglesa Isobel Pravda.

## Carrera
Pravda trabajó en el teatro checo antes de comenzar la Segunda Guerra Mundial e hizo cinco películas (bajo los nombres Hana Becková, Hana Bělská, Hana Alexandrová y Hana Pravdová).
El papel más conocido de Pravda fue como Emma Cohen en el drama televisivo de los 70 Survivors. También apareció como la mujer del mesonero (interpretado por su marido en la vida real George) en la versión de Jack Palance de Dracula (1973). Otros créditos en televisión incluyen: Danger Man, Department S, Callan, Z-Cars, Dad's Army y Tales of the Unexpected.